# La Déesse des sables
Pour plus de détails, voir Fiche technique et Distribution.
La Déesse des sables (The Vengeance of She) est un film britannique réalisé par Cliff Owen, sorti en 1968. C'est la suite de La Déesse de feu.

## Synopsis
Carol, une jeune femme qui n'a plus aucun souvenir de son passé, est troublée par des rêves qui l'assaillent jour et nuit, la ramenant dans une cité perdue en plein cœur du désert. Elle semble être poursuivie par une malédiction car tous ceux qui l'approchent subissent un sort funeste. Après avoir tué par accident un routier qui voulait la violer, la jeune femme se retrouve sur la plage de Monte-Carlo. Elle s'introduit clandestinement à bord du yacht d'un homme d'affaires, George. Elle fait aussi la connaissance de sa femme Sheila et de Philip, un médecin. En secret, le sorcier Men-Hari désirant l'immortalité a promis à Killikrates, le souverain de Kuma, la ville des sables, de lui ramener la réincarnation d'Ayesha sa bien-aimée. Il envoûte la jeune femme afin qu'elle revienne d'elle-même pour une cérémonie qui lui apportera le pouvoir si convoité. Après avoir provoqué la mort de George, le yacht accoste sur une côte africaine et la jeune femme s'enfuit. Philip, aidé de Harry, le commandant de bord, part à sa recherche.

## Fiche technique
- Titre original : The Vengeance of She
- Titre français : La Déesse des sables
- Titre alternatif : La Vengeance de She
- Réalisation : Cliff Owen
- Scénario : Peter O'Donnell d'après le roman Ayesha: The Return of She de Henry Rider Haggard
- Photographie : Wolfgang Suschitzky
- Musique : Mario Nascimbene
- Montage : Raymond Poulton
- Création des décors : Lionel Couch
- Création des costumes : Carl Toms
- Effets spéciaux de maquillage : Michael Morris
- Effets spéciaux visuels : Bob Cuff
- Production : Aida Young
- Société de production : Hammer Film Productions
- Pays de production : Royaume-Uni
- Format : Couleurs - 1,85:1 - Mono
- Genre : aventure
- Durée : 101 minutes
- Dates de sortie :
  - Royaume-Uni : 14 avril 1968
  - États-Unis : 1er mai 1968
  - France : 22 octobre 1969

## Distribution
- John Richardson (VF : Marc Cassot) : Killikrates
- Olga Schoberová (VF : Ginette Pigeon) : Carol / Ayesha
- Edward Judd (en) (VF : Jean-Claude Michel) : Philip
- Colin Blakely (VF : Serge Lhorca) : George
- Jill Melford (VF : Paule Emanuele) : Sheila
- George Sewell (VF : Philippe Dumat) : Harry
- André Morell (VF : Jean-Henri Chambois) : Kassim
- Derek Godfrey (VF : Roland Ménard) : Men-Hari
- Noel Willman (VF : Harry-Max) : Za-Tor, le mage
- Danièle Noel (VF : Nelly Benedetti) : Sharna
- Derrick Sherwin : No. 1